# Vai colomba bianca
Singles de Mireille Mathieu
Die Liebe zu dir
(1982) Nur für dich
(1983)
Pistes de Ein neuer Morgen
Unsre Kleine Stadt
Vai Colomba Bianca est une chanson en allemand interprétée par la chanteuse française Mireille Mathieu, sortie en 1982 en Allemagne sous le label Ariola.

## Reprises
La face A, "Vai Colomba Bianca" sera reprise en français sous le même titre par la chanteuse en 1982
La face B quant à elle, Tu es aus Liebe ne connaîtra pas d'autres versions.

## Principaux supports discographiques
La chanson se retrouve pour la première fois sur le 45 tours du même nom paru en 1982 en Allemagne avec cette chanson en face A et la chanson Tu es aus Liebe en face B. Elle se retrouvera également sur quelques compilations CD comme celle sortie en 1991, Die Welt ist schön Milord.